# 攀鼠
攀鼠（学名：Vernaya fulva）为鼠科攀鼠属的动物。在中国大陆，分布于云南、四川等地，主要生活于热带、亚热带森林。该物种的模式产地在云南盈盘江。

## 亚种
- 攀鼠显孔亚种（学名：Vernaya fulva foramena），Wang, Hu et Chen于1980年命名。在中国大陆，分布于四川等地。该物种的模式产地在四川平武。[3]
- 攀鼠指名亚种（学名：Vernaya fulva fulva），G. Allen于1927年命名。在中国大陆，分布于云南等地。该物种的模式产地在云南盈盘江。[4]